# Sprengisandsleið
Die Sprengisandsleið  ist eine Hauptstraße im Hochland von Island.
Sie ist die östlichste und längste der drei Straßenverbindungen durch das Isländische Hochland in Nord-Süd-Richtung.
Den Namen hat sie von dem Gebiet Sprengisandur, das sie durchquert.
Die Straße wird umgangssprachlich selbst Sprengisandur genannt.
Sie beginnt im Süden östlich der Þjórsá, als Verlängerung des Þjórsárdalsvegurs , wo der Landvegur  einmündet und führt dann zwischen den Stauseen des Hrauneyjar-Kraftwerks hindurch.
Als Nächstes zweigt die Fjallabaksleið nyrðri  Richtung Landmannalaugar ab.
Nach gut 5 km führt die Veiðivatnaleið  weiter geradeaus zu den Veiðivötn.
Die Straße 26 biegt dort nach Norden ab.
Hier endet der Asphalt.
Für 38 km bleibt es bei einer Straße, bis zum Kvíslavegur.
Das waren bisher zusammen 65 km als normale Straße .
Dann beginnt für 154 km die Hochlandpiste .
Nach 63 km zweigt nach Osten die Austurleið  ab.
Nach weiteren 14 km zweigt in nordwestliche Richtung die Skagafjarðarleið  ab.
Diese trifft bei Varmahlíð auf die Ringstraße.
18 km weiter nördlich zweigt die Dragaleið  ab.
Diese ist eine Querverbindung zur Eyjafjarðarleið , die im weiteren Verlauf bei Akureyri auf die Ringstraße trifft.
Nach weiteren 60 km wird die Sprengisandsleið zum Bárðardalsvegur vestri .
Dieser erreicht beim Goðafoss nach 37 km die Ringstraße.
Für die Sprengisandsleið gibt es eine Wintersperre (Ófært) sowie ein Fahrverbot bei der Schneeschmelze.
Die Strecke wird zwischen dem 20. Juni und 10. Juli erst wieder freigegeben.